# 久高幸利
久高 (政祺) 幸利（くだか（まさよし）こうり、1907年4月22日 – 1988年8月14日） は、少林寺流拳行館空手道の創設者。

## 生涯
首里（沖縄県那覇市）生まれ。与那国島育ち　56代清和天皇の子孫。  空手、琉球古武術、 柔術を研究し柔道整復師の免許も取得。最も有名なのは喜屋武朝徳  空手と安里安恒にも師事し、琉球古武術開拓者（および元県警長官）の金城サンダ、また獅子流と呼ばれる琉球王家士族、代々久高島の地頭職を務めた久高家の空手を父親である父政正 、叔父と祖父政嘉から学ぶ。その後軍に招聘され満州鉄道駅長の任期を満了。1930年8月、台湾にわたり喜屋武朝徳と桑江良正らと台北武徳殿での武道祭に参加。角力の横綱でもあった政祺は　帰国後は本土にわたり講道館で柔道 を徳三宝の下で学び年内に四段に昇段。その後剣道も学び、警察の競技会に出場する。 
第二次世界大戦中に満州へ送られ、さまざまな場所で鉄道の駅長として任命される。可能であれば空手や柔道の稽古をし、八極拳の達人のもとで中国武術を学んだ。満州では駅長として中国人と日本人の両方の命を救ったとされている。 
第二次世界大戦後日本に戻り、戦争によって日本人が士気を失ったことを知り、空手の訓練を通じて個人の精神的な発達に重点を置いた。1945年に最初は少林寺流拳行館の道場を 九州 熊本県浜田村大島公園に、その後道場を東京の世田谷区下北沢に移した。 1955年、東京都新宿区の早稲田エリアに少林寺流拳行館空手道総本部を開設。道場開きには牛島辰熊、儀間真謹が駆けつけている。  
また組手の安全性を提供するために防具（急所の保護）を使用して行う空手競技としては最初期のものであった。 久高の哲学は「拳足ではなく急所を保護する」ことであった。つまり、防具は手や足を覆うために手袋やすね当てをするのではなく、身体の重要な急所を覆う必要があった。 彼の息子である久高正之はこのアプローチを継続し、硬式空手道競技システムで使用されるスーパーセーフ安全防具を完成させた。     

## 死と遺産
1988年8月14日に日本の東京で死去した。  彼の遺産は今日、少林寺流拳行館空手道（息子・正之率いる）の道場と少林寺流拳行館空手道を拠点とする様々な派生学徒を通して今日まで続いている。正之の他に、孫の久高正光が伝承している。 
精力的に教えている間は「指南」という肩書を使い  、その時代の門下生の多くとその弟子筋は開祖という肩書で彼を尊敬し続けている。。

## イノベーション
空手において次のような革新を行う。 
- 蹴り技時のかかとの使用
- フォロースルーモーションを使用し、テクニックを実行する全身動作
- 縦拳の使用（たてけん）
- 約束組手の練習
- 空手道の門下生が自分の力を止めずに実際に自分のテクニックをテストできるようにするための防具の使用
- 武具の訓練（武器法）
- 柔法（柔術）
- 形に蹴り技を多く用いた